# Альберт Генуэзский
 Альберт Генуэзский , Ламберт Генуэзский (итал. Alberto da Genova, 1090 г., Сестри Поненте, Италия — 8 июля 1180 , Генуя, Италия) — святой Римско-Католической Церкви, член монашеского ордена цистерцианцев, отшельник.

## Биография
Согласно агиографическому источнику XVI века, который хранится в церкви святого Иоанна Крестителя в городе Сестри Поненте, Альберт решил стать отшельником в детском возрасте, когда повстречал одного монаха, жившего в одиночестве среди холмов Сестри Поненте. Поступив в бенедиктинский монастырь между 1120 и 1125 гг., Альберт исполнял первое время послушание на монастырской кухне. В 1129 году из бенедиктинского ордена образовался новый, цистерцианский монашеский орден. Монастырь, в котором жил Альберт стал жить по уставу нового цистерцианского монашеского ордена. Между 1140 и 1150 гг. Альберт стал вести отшельническую жизнь в скиту, который располагался недалеко от монастыря. В этом скиту Альберт прожил отшельником до самой смерти. Скит посещали многочисленные посетители, которые приносили Альберту пропитание. Слава о праведной жизни быстро распространилась среди местных жителей.
Альберт умер 8 июля 1180 года (по другим данным — 1239 г.) .

## Прославление
Альберт Генуэзский был канонизирован Римским папой Иннокентием IV в 1244 году.